# جيف براون (مهندس المكساج)
جيف براون (بالإنجليزية: Jeff Braun)‏ هو مهندس المكساج ‏ أمريكي، ولد في 9 أغسطس 1989.

## وصلات خارجية
- جيف براون على موقع أول ميوزيك (الإنجليزية)

- الموقع الرسمي